# Mona Dahle
Mona Dahle, née le 24 août 1970 à Trondheim, est une ancienne handballeuse internationale norvégienne. Elle a notamment évolué au Byåsen IL et au Stabæk Håndball.
Avec l'équipe de Norvège, elle participe notamment aux jeux olympiques de 1992 et 1996. Elle remporte une médaille d'argent en 1992.

## Palmarès

### Sélection nationale
Jeux olympiques
- médaille d'argent aux Jeux olympiques de 1992, Barcelone,  Espagne
- 4e aux Jeux olympiques de 1996, Atlanta,  États-Unis

Championnat d'Europe
- 3e du Championnat d'Europe 1994,  Allemagne